# Олимп (женский футбольный клуб)
«Олимп» — российский женский футбольный клуб из города Фрязино.

## История
Команда основана в 1986 году. Выступала в чемпионатах СССР и России. С 1993 года в мини-футболе. По ходу сезона 1996/1997 команда прекратила выступать в мини-футбольной высшей лиги России.

## Названия
- 1986 — 1990 — «Олимп»
- 1991 — 1992 — «Командор»
- 1993 — 1996 — «Спорт-Исток»
- 1997 — н. в. — «Олимп»[3]

## Результаты выступлений по годам
| Сезон                                         | Чемпионаты России | Чемпионаты России | Чемпионаты России | Чемпионаты России | Чемпионаты России | Чемпионаты России | Чемпионаты России | Чемпионаты России | Чемпионаты России | Кубок России   | Источники |
| Сезон                                         | Дивизион          | Место             | И                 | В                 | Н                 | П                 | МЗ                | МП                | О                 | Кубок России   | Источники |
| --------------------------------------------- | ----------------- | ----------------- | ----------------- | ----------------- | ----------------- | ----------------- | ----------------- | ----------------- | ----------------- | -------------- | --------- |
| 1991                                          | второй. зона 2    | 2 из 6            | 10                | 7                 | 0                 | 3                 | 30                | 8                 | 14                | не участвовал  | [ 4 ]     |
| 1992                                          | первая            | 9 из 14           | 24                | 6                 | 6                 | 12                | 25                | 36                | 18                | 1/16 финала    | [ 5 ]     |
| Чемпионат России по мини-футболу среди женщин |                   |                   |                   |                   |                   |                   |                   |                   |                   |                |           |
| 1993/1994                                     | высшая            | 5 из 15           | 10                | 6                 | 1                 | 3                 | 48                | 27                | 13                | финалист       | [ 1 ]     |
| 1994/1995                                     | высшая            |                   | 14                | 7                 | 1                 | 6                 | 39                | 32                | 22                | 1/2 финала     | [ 1 ]     |
| 1995/1996                                     | высшая            | 4 из 14           | 17                | 10                | 2                 | 5                 | 36                | 27                | 32                | отборочный тур | [ 1 ]     |

 Спорт-Исток (Фрязино) был дисквалифицирован за использование в своем составе игроков, имевших действующие контракты с командами большого футбола.

## Известные игроки
- Брылёва, Мария Николаевна
- Журавлёва, Юлия Викторовна

## Примечание
1. 1 2 3 4  М.Н.Кацман, С.О. Фадеев. Краткая энциклопедия женского футбола. — Калуга: «Калуга вечерняя», 1996. — 145 с. — 1000 экз.
2. ↑  Золотые времена. "ОЛИМП" был основан в 1986 году и играл финале Кубка России!". wmfl.ru. Архивировано 13 августа 2020. Дата обращения: 3 июля 2020.
3. ↑  ЖФК Олимп. wmfl.ru. Архивировано 27 апреля 2021. Дата обращения: 5 июня 2020.
4. ↑  2nd Championship of Soviet Union (Women) 1991. rsssf.com. Архивировано 16 ноября 2011. Дата обращения: 5 июня 2006.
5. ↑  Russia 1992 Women. rsssf.com. Архивировано 3 января 2007. Дата обращения: 5 июня 2006.